# Mary Russell, Duchess of Bedford

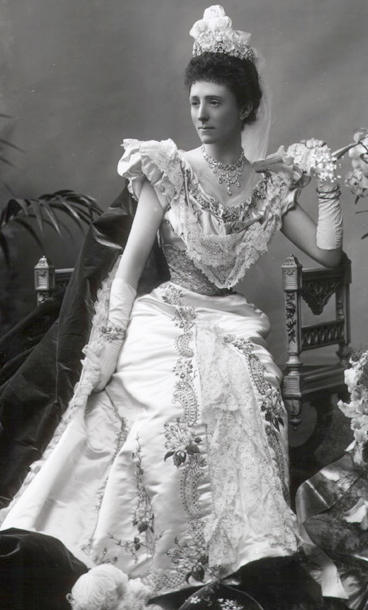
Mary Russell, 1898

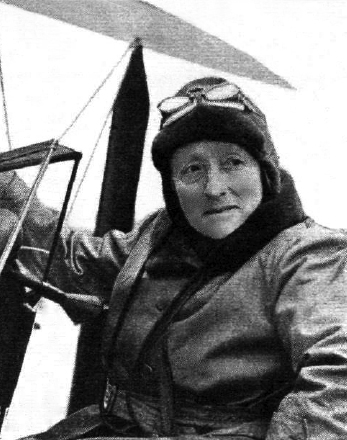
Mary Russell, 1937

Mary Du Caurroy Russell, Duchess of Bedford (geborene Tribe, * am 26. September 1865 in Stockbridge; † vermutlich am 22. März 1937 in der Nordsee) war eine britische Pilotin und Ornithologin. Sie war die Ehefrau von Herbrand Arthur Russell, 11. Duke of Bedford.

## Leben
Sie war die Tochter von Ven. Walter Harry Tribe, der anglikanischer Archidiakon von Lahore in Britisch-Indien war. In der indischen Stadt Barakpur heiratete sie am 31. Januar 1888 Lord Herbrand Arthur Russell (1858–1940). Als dessen Bruder 1888 kinderlos starb, erbte ihr Mann dessen Adelstitel als 11. Duke of Bedford und Mary führte fortan den Höflichkeitstitel Duchess of Bedford. Ein gemeinsamer Sohn, Hastings William Sackville Russell, der spätere 12. Duke of Bedford, kam am 21. Dezember 1888 auf die Welt.
Mary Russell war begeisterte Vogelkundlerin und verbrachte zwischen 1909 und 1914 viel Zeit auf Fair Isle (Shetlandinseln), gemeinsam mit dem späteren Präsidenten der Britischen Ornithologischen Vereinigung, William Eagle Clarke. Ihr ornithologisches Tagebuch wurde postum veröffentlicht.
Nach Ausbruch des Ersten Weltkriegs gründete sie vier Krankenhäuser – 1914 eines auf in ihrem Anwesen Woburn Abbey, dann weitere in Woburn. Sie selbst arbeitete dort als Schwester und Röntgenspezialistin.
Zudem war sie Mitglied der Suffragettenbewegung.

## Luftfahrt
Als 60-Jährige entdeckte sie in den 1920er Jahren ihr Interesse an der Fliegerei, vor allem um ihren Tinnitus zu kurieren – trotzdem verlor sie später ihr Gehör komplett. 1930 flog die 64-Jährige erstmals solo. Ihre wichtigsten Flüge mit ihrer privaten Fokker F.VII, zum Teil Rekordbrüche, umfassten:
- Flug von der Themse zum Indus – 13.750 km – gemeinsam mit ihrem Piloten und Fluglehrer Charles Douglas Barnard, Sommer 1928.
- Flug London-Karatschi-London – 20.000 km – mit Pilot Barnard, August 1929.
- Flug London-Kapstadt-London – pro Strecke nur 10 Tage – mit Kopilot Barnard, April 1930.

Auch später noch flog sie leidenschaftlich gern.
Im März 1937 stürzte sie vor der Nordostküste Englands mit einer De Havilland DH.60 Moth ab. Ihr Leichnam konnte nicht geborgen werden.

## Ehrungen
1928 wurde sie als Dame Commander des Order of the British Empire ausgezeichnet. Im selben Jahr wurde das Passagierschiff Duchess of Bedford nach ihr benannt.
Sie trug ferner die Auszeichnungen eines Associate des Royal Red Cross, war Mitglied der Linné-Gesellschaft London und Dame of Grace des Order of Saint John.
1911 benannte der britische Zoologe Oldfield Thomas die Kleine Streifenspitzmaus (Sorex bedfordiae) nach der Duchess of Bedford, während er im gleichen Jahr die Bedford-Wühlmaus (Proedromys bedfordi) und den Goldenen Takin (Budorcas bedfordi) nach ihrem Mann benannte.